# Terezinha Guilhermina

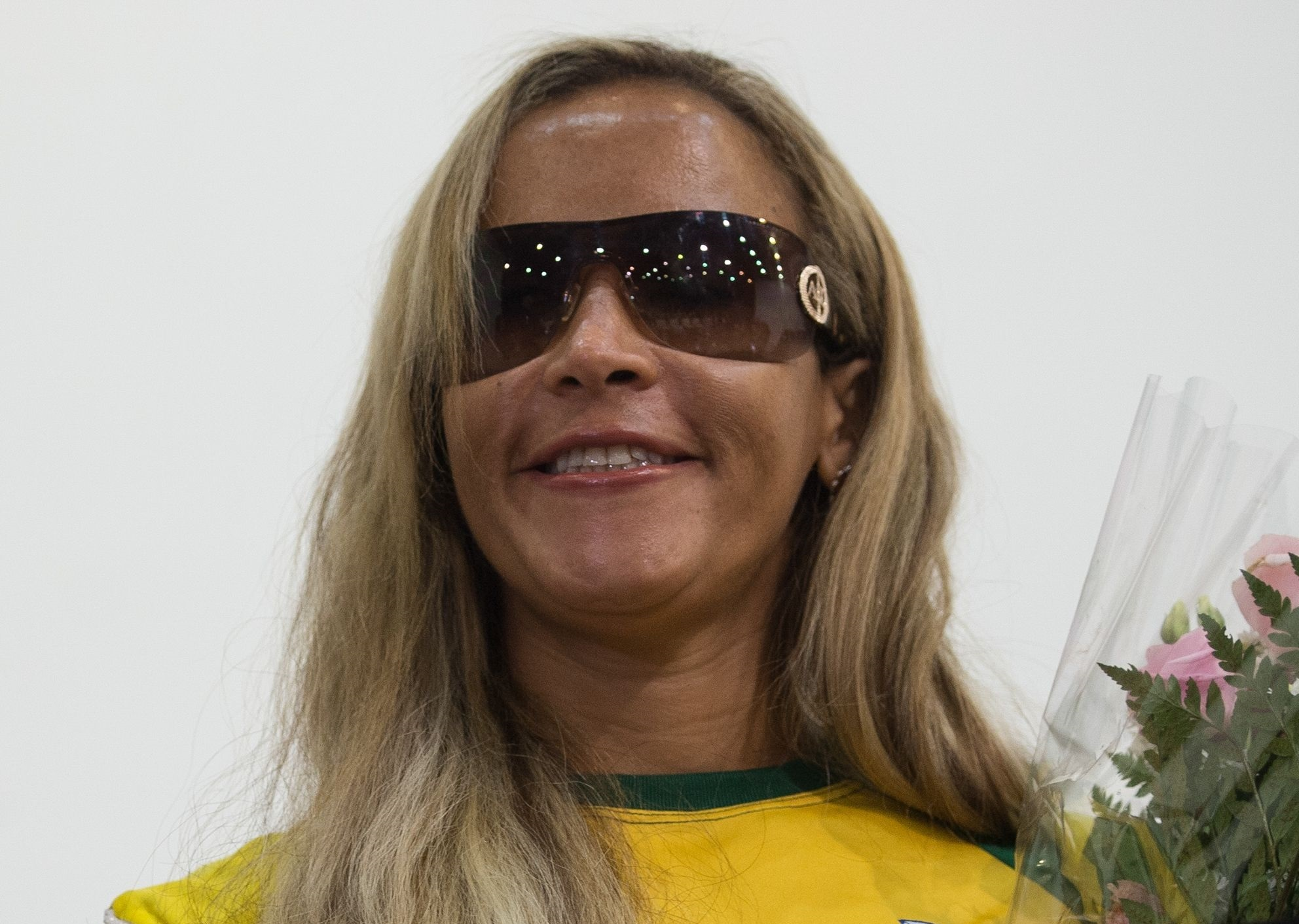

Terezinha Guilhermina Aparecida (Betim, 3 de octubre de 1978) es una deportista brasileña que compitió en atletismo adaptado, especialista en la carrera de 100 metros, 200 metros y 400 metros.                                      

## Historia
Terezinha Guilhermina nació en una familia humilde y tiene doce hermanos, y cinco también tienen impedimentos visuales. Ella tiene una deficiencia congénita, retinitis pigmentosa, que, con el tiempo, le hizo perder la poca visión que tenía. Debido a la discapacidad visual (ceguera), se incluyen en la clase T1 o T2 corredores paralímpicos de clase.
Es entrenada por el entrenador Amauri Verissimo, quien también entrena al velocista Lucas Prado.
Su guía es el atleta Guilherme Santana.

## Logros
- 2006 -  Fue elegida Deportista Paralímpico del Año por la COB.
- 2007 - Tomó el juramento a la apertura de la atleta olímpico de la Parapanamericanos Rio 2007.

- Datos: Q7702342
- Multimedia: Terezinha Guilhermina / Q7702342